# Jordi Cardús i Aguilar
Jordi Cardús i Aguilar, també conegut com a Cardús II o Tiriti, (Barcelona, 21 de gener de 1921 - Tiana, 13 de juliol de 1972) fou un nedador i jugador de futbol català de la dècada de 1940.

## Trajectòria
De jove destacà en la pràctica de la natació i del futbol, aquest darrer esport a la Penya Saprissa, filial del RCD Espanyol. El 1939 ingressà al primer equip blanc-i-blau, essent cedit la temporada 1940-41 a la UE Sant Andreu, i la 1941-42 al Reus Deportiu. El desembre de 1942 fou novament cedit, aquest cop al Terrassa FC. Retornà a l'Espanyol on jugà majoritàriament a l'equip reserva, que compaginà amb més cessions. Jugà a l'EC Granollers les temporades 1944-45 i 45-46 i al UE Sant Andreu la 46-47.
Era un esportista complert, destacant en natació, on guanyà diversos campionats, com la Competició d'Asos el 1940 i el 1943. També practicà l'atletisme i el basquetbol.
Va morir a Tiana, on residia. El seu germà Josep Cardús i Aguilar també fou un destacat futbolista i el seu fill Carles Cardús destacà en motociclisme a nivell internacional.

## Palmarès
- Copa d'Espanya: 1939-40
- Campionat de Catalunya: 1939-40